# 比利亚尔瓦德里奥哈
比利亚尔瓦德里奥哈，是西班牙拉里奥哈自治区的一个市镇。总面积9平方公里，总人口158人（2001年），人口密度18人/平方公里。